# 乔舒亚·肯尼迪
乔舒亚·布莱克·肯尼迪（Joshua Blake Kennedy，1982年8月20日—）是一名澳大利亞足球運動員，擔任前鋒，是澳洲國家足球隊的主力球員。

## 榮譽
澳洲
- 世界少年足球錦標賽亞軍：1999年

紐倫堡
- 德國足協盃：2006-07賽季

個人
- 日本職業聯賽神射手: 2010, 2011[1]
- 日本職業聯賽年度最佳陣容: 2010, 2011